# مقاطعة ليا (نيومكسيكو)
مقاطعة ليا (بالإنجليزية: Lea County)‏ هي إحدى مقاطعات ولاية نيومكسيكو في الولايات المتحدة الأمريكية.